# Eric De Vlaeminck
Eric De Vlaeminck (Eeklo, 23 de março de 1945 - 4 de dezembro de 2015) foi um ciclista belga, profissional entre 1966 e 1980. Era irmão do também ciclista Roger De Vlaeminck.
Excelente especialista em ciclocross, foi sete vezes campeão do mundo da especialidade (1966, 1968, 1969, 1970, 1971, 1972 e 1973). Também ganhou quatro vezes o campeonato de Bélgica de ciclocross (1967, 1969, 1971 e 1972).
Em rota também conseguiu sucessos notáveis, como uma etapa do Tour de França de 1968 ou a Volta a Bélgica de 1969.
Faleceu a 4 de dezembro de 2015 como consequência das doenças que padecia, alzheimer e parkinson.

## Palmarés

### Estrada
| 1968 - 1 etapa do Tour de França 1969 - Volta a Bélgica, mais 1 etapa - Campeonato de Flandres - Três Dias de Flandres Ocidental - 1 etapa do Grande Prêmio de Midi Livre | 1970 - Paris-Luxemburgo 1971 - 1 etapa do Tour de Luxemburgo 1977 - 1 etapa do Tour d'Indre-et-Loire |

### Ciclocrós
| 1966 - Campeonato Mundial de Ciclocross 1967 - Campeonato da Bélgica 1968 - Campeonato Mundial de Ciclocross 1969 - Campeonato Mundial de Ciclocross - Campeonato da Bélgica - Flemish champion cyclo racing 1970 - Campeonato Mundial de Ciclocross - Cyclo-cross de Waasmunster 1971 - Campeonato Mundial de Ciclocross - Campeonato da Bélgica | 1972 - Campeonato Mundial de Ciclocross - Campeonato da Bélgica 1973 - Campeonato Mundial de Ciclocross 1975 - 2º no Campeonato da Bélgica - Campeonato de Hainaut 1977 - 3º no Campeonato Mundial de Ciclocross - 2º no Campeonato da Bélgica |

## Resultados em Grandes Voltas e Campeonatos do Mundo
Durante a sua carreira desportiva tem conseguido os seguintes postos nas Grandes Voltas, nos Campeonatos do Mundo em estrada e nos Campeonatos Mundiais de Ciclocross:
| Corrida               | 1966 | 1967 | 1968 | 1969 | 1970 | 1971 | 1972 | 1973 | 1974 | 1975 | 1976 | 1977 | 1978 | 1979 | 1980 |
| --------------------- | ---- | ---- | ---- | ---- | ---- | ---- | ---- | ---- | ---- | ---- | ---- | ---- | ---- | ---- | ---- |
| Giro de Itália        | -    | -    | -    | -    | -    | -    | -    | -    | -    | -    | -    | -    | -    | -    | -    |
| Tour de France        | -    | -    | 51º  | -    | Ab.  | 62º  | -    | -    | -    | -    | -    | -    | -    | -    | -    |
| Volta a Espanha       | -    | -    | Ab.  | -    | -    | -    | -    | -    | -    | -    | -    | -    | -    | -    | -    |
| Mundial em Estrada    | -    | -    | -    | -    | -    | 40º  | -    | -    | -    | -    | -    | -    | -    | -    | -    |
| Mundial de Ciclocross | 1º   | 5º   | 1º   | 1º   | 1º   | 1º   | 1º   | 1º   | -    | 4º   | 3º   | -    | -    | -    | -    |